# Нижнекамский район
Нижнека́мский райо́н (тат. Түбән Кама районы) — административно-территориальная единица и муниципальное образование (муниципальный район) в составе Республики Татарстан Российской Федерации. Расположен на левом берегу реки Кама. Административный центр — Нижнекамск. На начало 2020 года численность населения района составила 276 326 человек.
Первые упоминания поселений территории современного Нижнекамского района относятся к XVII веку. Нижнекамский район в современном виде был образован в 1965 году путём выделения земель из Челнинского района.
Нижнекамский район — один из ключевых нефтеперерабатывающих территорий Татарстана. В 2017 году районный центр — город Нижнекамск — получил статус ТОСЭР.

## Географическое положение
Нижнекамский район расположен в излучине реки Камы. На севере граничит с Елабужским и Мамадышскими районами, на востоке — с Тукаевским и Заинским районом муниципальным районом. По юго-востоку граница проходит с Альметьевским районом, на юге примыкает к Новошешминскому и на западе — к Чистопольскому муниципальному району. Площадь Нижнекамского района — 1672,5 км², из которых 116 км² приходится на город Нижнекамск. В районе располагается 65 населённых пунктов.
Значительная часть границ района на севере и западе проходит по естественной водной преграде — реке Кама и Куйбышевскому водохранилищу. Другие крупные реки района — Шешма, Зай, Кичуй, Уратьма.

## Герб и флаг
Совет муниципального образования «Нижнекамский муниципальный район» утвердил современный герб и флаг 9 июня 2006 года. В гербе используется три цвета: зелёный — символ природы, здоровья и жизненного роста, золотой — символ урожая, богатства, стабильности, уважения и интеллекта, голубой — символ чести. Аллегорически, серебряными волнами, показана река Кама, давшая название городу. Силуэт сосны и солнце символизируют благоприятные природные условия для жизни в районе. Летящие птицы также символизируют духовный подъём, энергию и созидание. Флаг Нижнекамского муниципального района представляет собой прямоугольное полотнище, разделённое по вертикали на три полосы тех же цветов. На жёлтой полосе стилизованное изображение сосны и солнца в зелёном цвете.

## История

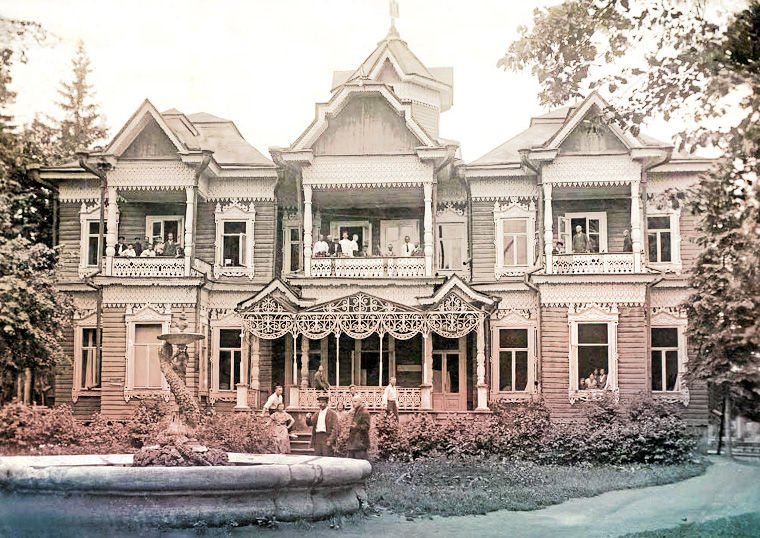
Дача Стахеевых в поселке Красный ключ

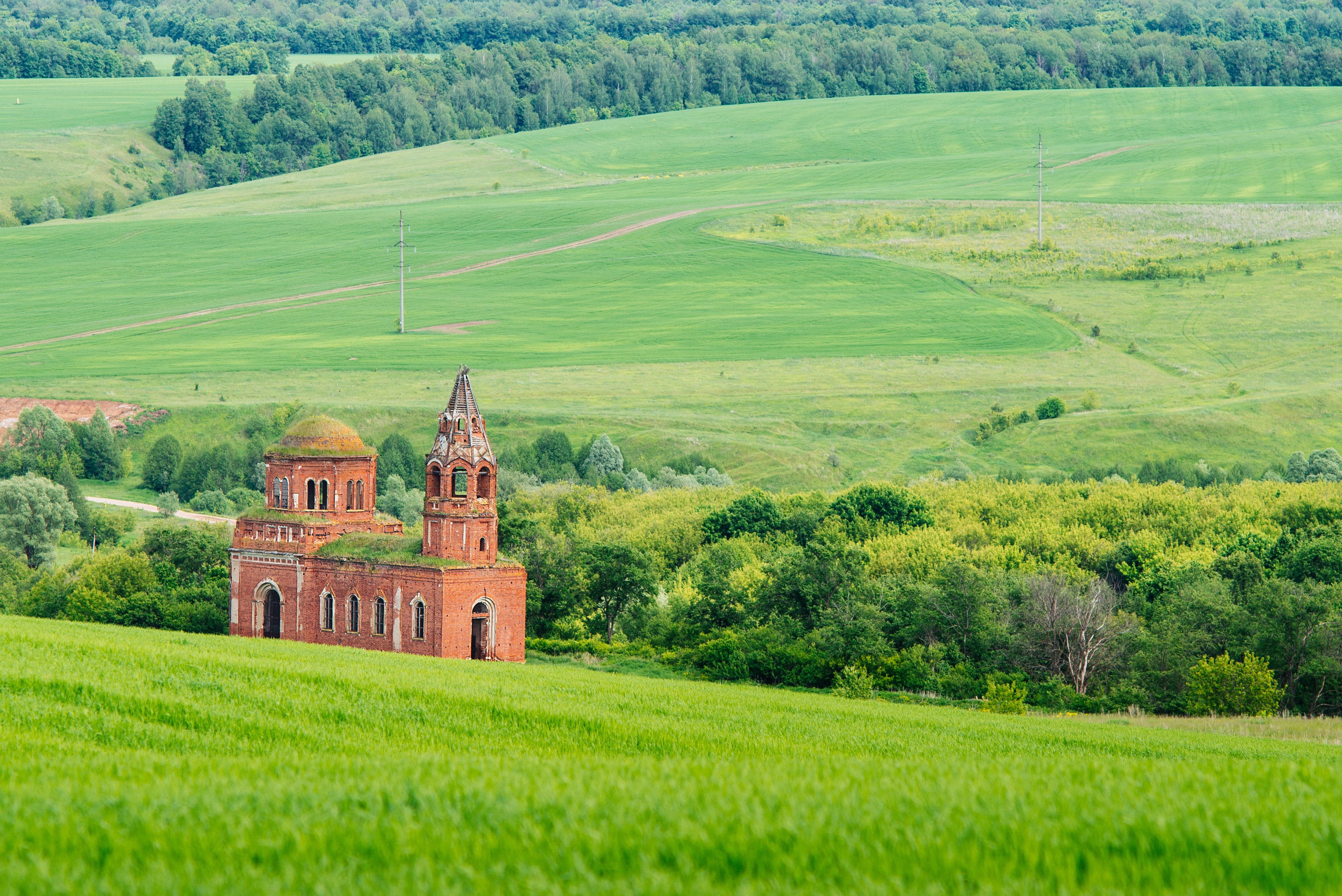
Храм Сретения Господня в селе Поповка

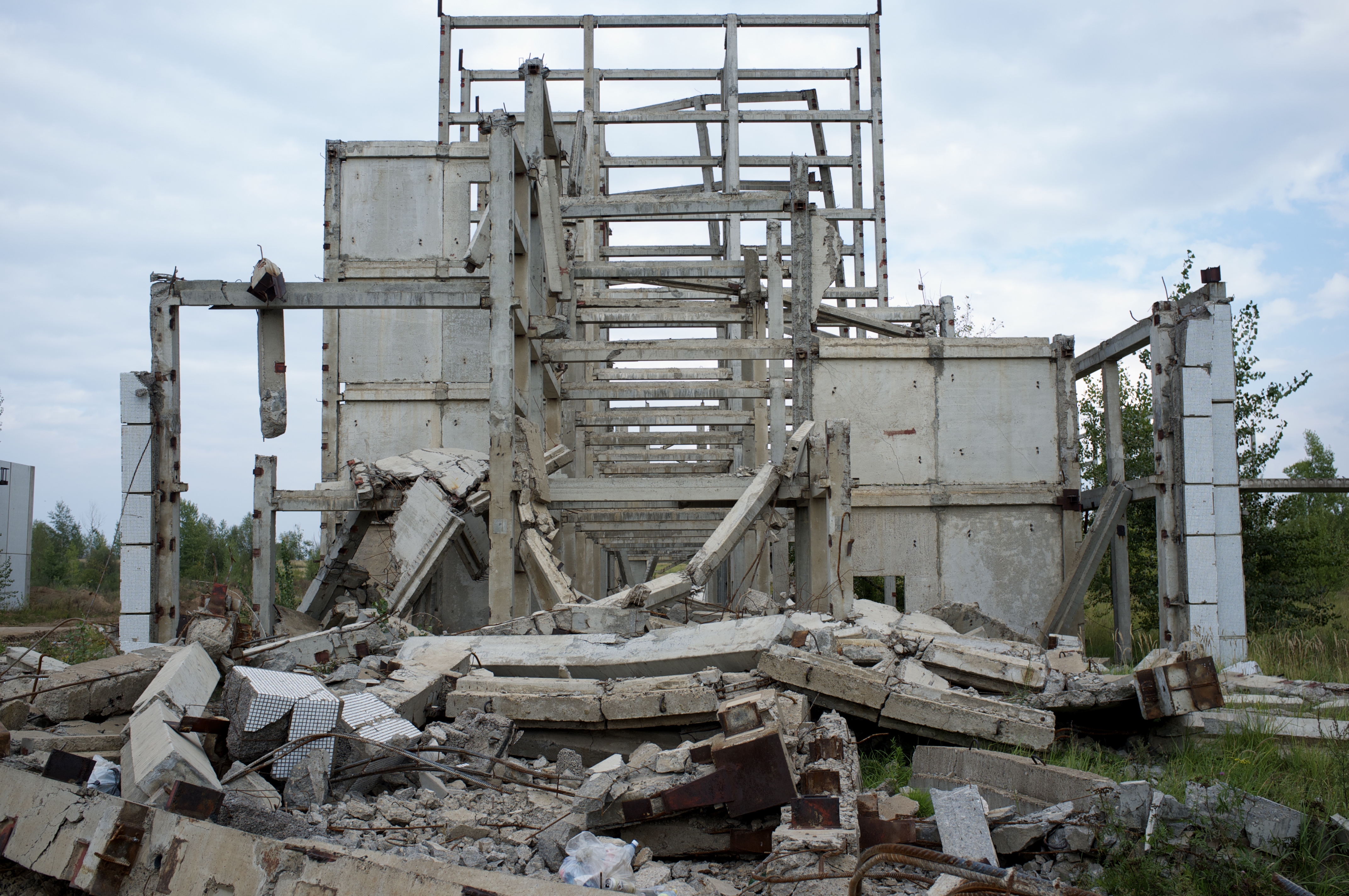
Недострой атомной электростанции

Первые поселения на территории современного Нижнекамского района датируются XVII веком. В этот период построили село Богородское (сейчас Шереметьевка), город Старошешминск, сёла Кармал, Городище, Елантово, Кулмакса, Нижняя Уратьма. В XVIII веке сформировались населённые пункты Нижнее Афанасово, Ачи, Смыловка, Сименеево, Верхние Челны. Известно, что жители посёлка Красный Ключ в основном занимались полеводством и скотоводством. Основная часть современного Нижнекамского района входила в Мензелинский уезд Уфимской губернии.
В 1920-е годы советская власть ввела понятие кантонов, западная часть земель современного Нижнекамского района с селом Шереметьевка, Старошешминском и другими поселениями входили в Чистопольский кантон. До 1950-х годов Татарская АССР ввозила нефтепродукты из соседних республик, но уже в середине 1950-х было принято решение о создании собственного нефтехимического производства — сразу после открытия нефтяных месторождений в соседних районах. В мае 1958 года правительство СССР решило застроить Нижнекамскую землю, начали разрабатывать генеральный план нефтехимического комплекса. В 1960 году в село Афанасово прибыли первые бригады строителей химкомбината, а 19 апреля 1961 года Указом Президиума Верховного Совета Татарской АССР зарегистрирован вновь возникший населённый пункт Афанасьевского сельсовета Челнинского района, ему присвоили название — Нижнекамск. На тот момент население составляло около 500 человек. 12 января 1965 года из Челнинского выделяется Нижнекамский район, включая в себя бывший Шереметьевский район, упразднённый тремя годами ранее. Через год рабочему посёлку Нижнекамск присвоили статус города. В 1985 году в состав Нижнекамского вошли Сосновский, Кармалинский и Елантовский сельсоветы. В 1980-х в районе началось строительство атомной электростанции и города Камские Поляны — почти сразу начался конфликт с экологами из-за аварии на Чернобыльской АЭС, и строительство прекратили.

## Население

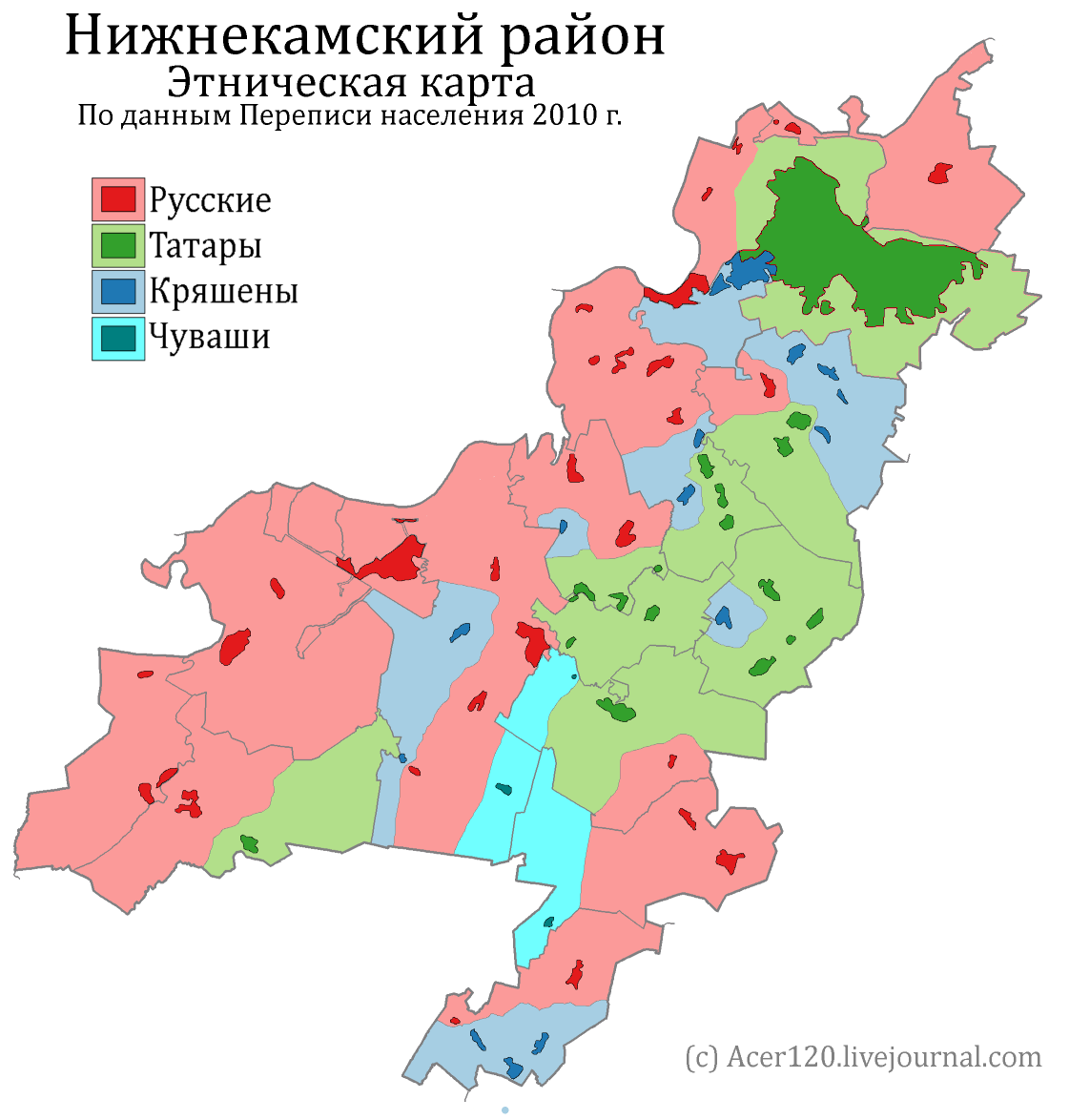
Этническая карта Нижнекамского района

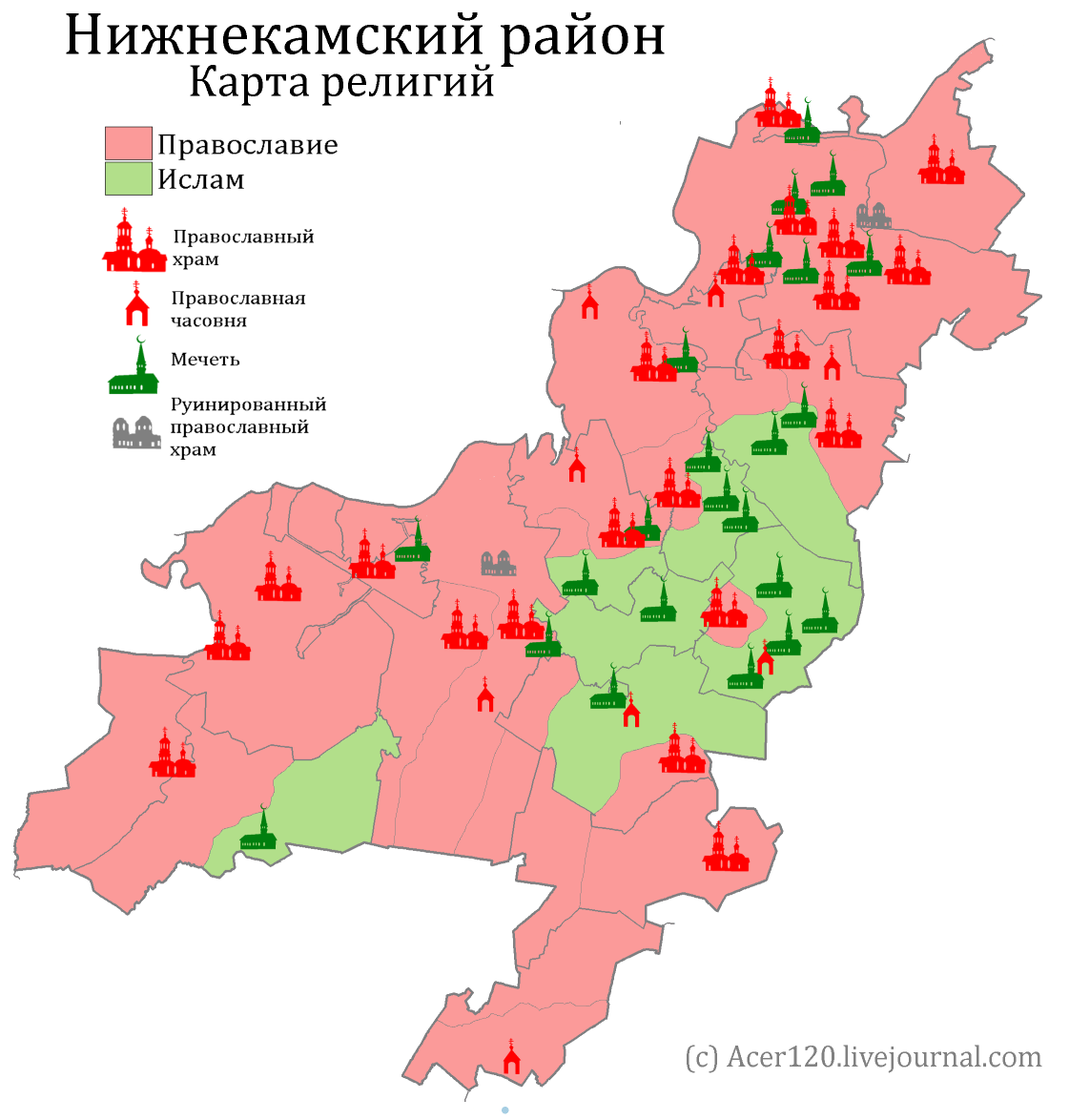
Религиозная карта Нижнекамского района

На 2020 год в Нижнекамском районе проживают 276 326 человек. Средний возраст жителей — 35 лет. Город Нижнекамск по числу жителей занимает третье место в Татарстане после Казани и Набережных Челнов. По национальному составу население (из числа указавших национальность по переписи 2020 года) разделяется следующим образом: татар - 52,2 %, русских - 42,6 %, чуваш - 1,4 %. 
| 2002     | 2003     | 2004     | 2005     | 2006     | 2007     | 2008     |
| -------- | -------- | -------- | -------- | -------- | -------- | -------- |
| 37 811   | ↗39 100  | ↘37 800  | ↗38 053  | ↗38 173  | ↗38 433  | ↗264 958 |
| 2009     | 2010     | 2011     | 2012     | 2013     | 2014     | 2015     |
| ↘38 292  | ↘37 860  | ↗272 041 | ↗272 897 | ↗273 654 | ↗273 805 | ↘273 479 |
| 2016     | 2017     | 2018     | 2019     | 2021     |          |          |
| ↗274 046 | ↗274 746 | ↗275 033 | ↗275 520 | ↗277 544 |          |          |

## Муниципально-территориальное устройство
С 2021 года главой муниципального района Нижнекамск является Муллин Рамиль Хамзович. Исполнительным комитетом руководит Салаватов Айрат Ринатович.
В Нижнекамском муниципальном районе 2 городских и 15 сельских поселений, в составе которых 65 населённых пунктов.
| №        | Муниципальное образование              | Административный центр | Количество населённых пунктов | Население | Площадь, км² |
| -------- | -------------------------------------- | ---------------------- | ----------------------------- | --------- | ------------ |
| 1e-06    | Городские поселения                    |                        |                               |           |              |
| 1        | город Нижнекамск                       | город Нижнекамск       | 3                             | ↗241 057  |              |
| 2        | посёлок городского типа Камские Поляны | пгт Камские Поляны     | 1                             | ↘13 910   |              |
| 2.000002 | Сельские поселения                     |                        |                               |           |              |
| 3        | Афанасовское сельское поселение        | село Большое Афанасово | 2                             | ↗3730     |              |
| 4        | Елантовское сельское поселение         | село Елантово          | 2                             | ↘812      |              |
| 5        | Каенлинское сельское поселение         | село Каенлы            | 10                            | ↘2125     |              |
| 6        | Кармалинское сельское поселение        | село Кармалы           | 3                             | ↘1350     |              |
| 7        | Краснокадкинское сельское поселение    | село Верхние Челны     | 5                             | ↘1604     |              |
| 8        | Красноключинское сельское поселение    | посёлок Красный Ключ   | 2                             | ↗2816     |              |
| 9        | Майскогорское сельское поселение       | посёлок Трудовой       | 3                             | ↘569      |              |
| 10       | Макаровское сельское поселение         | село Верхняя Уратьма   | 3                             | ↘738      |              |
| 11       | Нижнеуратьминское сельское поселение   | село Нижняя Уратьма    | 3                             | ↘861      |              |
| 12       | Простинское сельское поселение         | село Прости            | 1                             | ↗645      |              |
| 13       | Сосновское сельское поселение          | деревня Благодатная    | 5                             | ↘795      |              |
| 14       | Старошешминское сельское поселение     | село Старошешминск     | 2                             | ↘1360     |              |
| 15       | Сухаревское сельское поселение         | село Сухарево          | 6                             | ↘1177     |              |
| 16       | Шереметьевское сельское поселение      | село Шереметьевка      | 7                             | ↘1470     |              |
| 17       | Шингальчинское сельское поселение      | село Шингальчи         | 7                             | ↘1744     |              |

| №  | Населённый пункт  | Тип     | Население | Муниципальное образование                                  |
| -- | ----------------- | ------- | --------- | ---------------------------------------------------------- |
| 1  | Ачи               | село    |           | Старошешминское сельское поселение                         |
| 2  | Байгулово         | село    |           | Каенлинское сельское поселение                             |
| 3  | Байданкино        | деревня |           | Каенлинское сельское поселение                             |
| 4  | Балчыклы          | село    |           | Шингальчинское сельское поселение                          |
| 5  | Березовая Грива   | деревня |           | Каенлинское сельское поселение                             |
| 6  | Благодатная       | деревня |           | Сосновское сельское поселение                              |
| 7  | Болгар            | село    |           | Сухаревское сельское поселение                             |
| 8  | Большая Сосновка  | деревня |           | Сосновское сельское поселение                              |
| 9  | Большие Аты       | село    |           | Краснокадкинское сельское поселение                        |
| 10 | Большое Афанасово | село    | ↗3351     | Афанасовское сельское поселение                            |
| 11 | Борок             | село    |           | Каенлинское сельское поселение                             |
| 12 | Верхние Челны     | село    |           | Краснокадкинское сельское поселение                        |
| 13 | Верхний Ключ      | деревня |           | Сухаревское сельское поселение                             |
| 14 | Верхняя Уратьма   | село    |           | Макаровское сельское поселение                             |
| 15 | Володарский       | посёлок |           | Макаровское сельское поселение                             |
| 16 | Выгороженный Ключ | деревня |           | Майскогорское сельское поселение                           |
| 17 | Городище          | село    |           | Кармалинское сельское поселение                            |
| 18 | Дмитриевка        | деревня |           | город Нижнекамск                                           |
| 19 | Елантово          | село    |           | Елантовское сельское поселение                             |
| 20 | Ильинка           | деревня |           | город Нижнекамск                                           |
| 21 | Каенлы            | село    |           | Каенлинское сельское поселение                             |
| 22 | Камские Поляны    | пгт     | ↘13 910   | Городское поселение посёлок городского типа Камские Поляны |
| 23 | Камский           | посёлок |           | Шереметьевское сельское поселение                          |
| 24 | Кармалы           | село    |           | Кармалинское сельское поселение                            |
| 25 | Кашаево           | деревня |           | Шингальчинское сельское поселение                          |
| 26 | Кзыл Яр           | деревня |           | Сухаревское сельское поселение                             |
| 27 | Ключ Труда        | посёлок |           | Шингальчинское сельское поселение                          |
| 28 | Клятле            | деревня |           | Шингальчинское сельское поселение                          |
| 29 | Красная Кадка     | село    |           | Краснокадкинское сельское поселение                        |
| 30 | Красный Бор       | деревня |           | Каенлинское сельское поселение                             |
| 31 | Красный Ключ      | посёлок |           | Красноключинское сельское поселение                        |
| 32 | Кулмакса          | село    |           | Елантовское сельское поселение                             |
| 33 | Майская Горка     | деревня |           | Майскогорское сельское поселение                           |
| 34 | Макаровка         | деревня |           | Макаровское сельское поселение                             |
| 35 | Малые Ерыклы      | деревня |           | Каенлинское сельское поселение                             |
| 36 | Нариман           | деревня |           | Шереметьевское сельское поселение                          |
| 37 | Нижнее Афанасово  | село    |           | Афанасовское сельское поселение                            |
| 38 | Нижнекамск        | город   | ↗240 842  | город Нижнекамск                                           |
| 39 | Нижние Челны      | село    |           | Краснокадкинское сельское поселение                        |
| 40 | Нижняя Уратьма    | село    |           | Нижнеуратьминское сельское поселение                       |
| 41 | Николаевка        | деревня |           | Нижнеуратьминское сельское поселение                       |
| 42 | Новое Минькино    | деревня |           | Каенлинское сельское поселение                             |
| 43 | Оша               | село    |           | Шереметьевское сельское поселение                          |
| 44 | Первомайский      | посёлок |           | Шереметьевское сельское поселение                          |
| 45 | Поповка           | посёлок |           | Шереметьевское сельское поселение                          |
| 46 | Пробуждение       | посёлок |           | Красноключинское сельское поселение                        |
| 47 | Прости            | село    | →637      | Простинское сельское поселение                             |
| 48 | Самоновка         | посёлок |           | Шереметьевское сельское поселение                          |
| 49 | Сарсаз-Бли        | село    |           | Шингальчинское сельское поселение                          |
| 50 | Свердловец        | посёлок |           | Кармалинское сельское поселение                            |
| 51 | Сименеево         | деревня |           | Сухаревское сельское поселение                             |
| 52 | Смыловка          | село    |           | Сухаревское сельское поселение                             |
| 53 | Средние Челны     | деревня |           | Краснокадкинское сельское поселение                        |
| 54 | Старошешминск     | село    |           | Старошешминское сельское поселение                         |
| 55 | Сухарево          | село    |           | Сухаревское сельское поселение                             |
| 56 | Тавель            | село    |           | Сосновское сельское поселение                              |
| 57 | Ташлык            | село    |           | Шингальчинское сельское поселение                          |
| 58 | Тетвель           | село    |           | Сосновское сельское поселение                              |
| 59 | Троицкий          | посёлок |           | Сосновское сельское поселение                              |
| 60 | Трудовой          | посёлок |           | Майскогорское сельское поселение                           |
| 61 | Туба              | село    |           | Каенлинское сельское поселение                             |
| 62 | Уська             | деревня |           | Каенлинское сельское поселение                             |
| 63 | Шакшино           | село    |           | Нижнеуратьминское сельское поселение                       |
| 64 | Шереметьевка      | село    |           | Шереметьевское сельское поселение                          |
| 65 | Шингальчи         | село    |           | Шингальчинское сельское поселение                          |

## Экономика

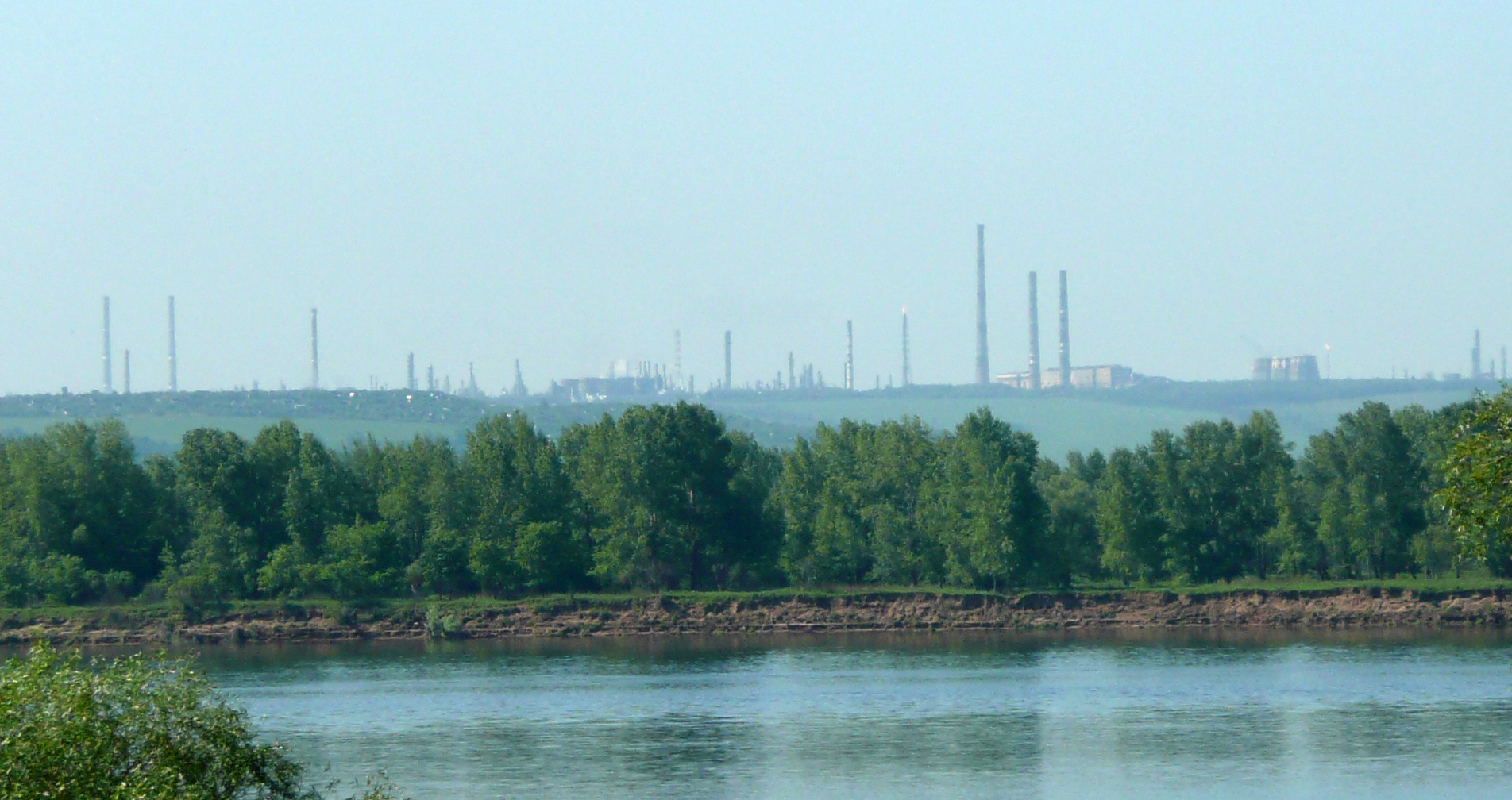
Нижнекамск со стороны Елабуги

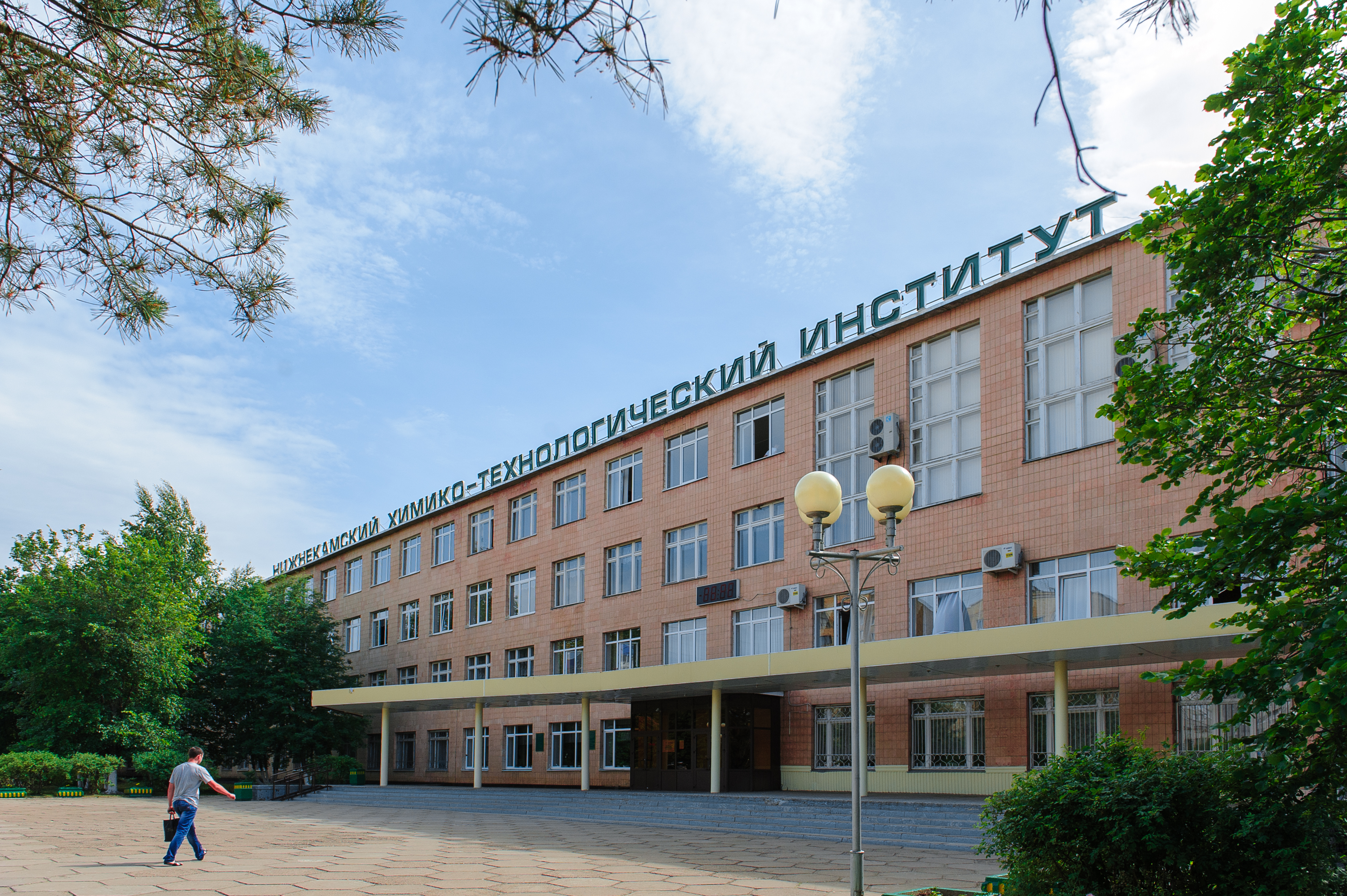
Главный корпус НХТИ

### Становление
В 1990-х годах Татарстан получил экономический суверенитет и стал проводить самостоятельную региональную экономическую политику. Так, в Татарстане планировалось создать комплекс, объединявший добычу нефти, производство и реализацию продуктов нефтепереработки и нефтехимии. В 1997—2009 годах в Нижнекамске возвели комплекс «ТАИФ-НК», который включал заводы по нефтепереработке, переработке бензинов и газового конденсата. На заводе впервые в республике провели глубокую переработку нефти. В 2005-м в Нижнекамске начали строить комплекс заводов «ТАНЕКО», главным акционером и координатором проекта стал холдинг «Татнефть».

### Промышленность
Нижнекамский муниципальный район — крупнейший в России центр нефтехимической промышленности. Здесь производится 23 % всей промышленной продукции Татарстана, что составляет около 30 % экспорта региона. В Нижнекамске сосредоточено 18 % основных производственных фондов республики, представляющих базовые отрасли промышленности. На территории Нижнекамского района расположены многочисленные нефтеперерабатывающие предприятия, среди них:
- «Нижнекамскнефтехим» — крупнейший производственный комплекс из десяти заводов. Общий объём производства составляет 1,7 млрд рублей в год. Ежегодные налоговые отчисления в бюджет Нижнекамска около 900 млн рублей — это 70 % от бюджета города[41][42].
- «Нижнекамскшина» — один из крупных российских заводов по производству шин. Объём производства только в первом полугодии 2020 года составил 3,8 млн единиц продукции[43].
- «Нижнекамсктехуглерод» — крупнейшее российское предприятие по производству технического углерода, входит в блок предприятий шинного бизнеса нефтедобывающей компании «Татнефть». В 2019 году предприятие выпустило 112 тыс. тонн техуглерода и отчиталось о выручке 21,2 млн рублей[44].
- «Таиф НК» — филиал холдинга «ТАИФ». В 2019 году выручка компании составила 207 млрд рублей, а чистая прибыль — 2,1 млрд[45][46].

В районе действует ассоциация «Нижнекамский промышленный круг». Она учреждена четырьмя крупными предприятиями: «Нижнекамскнефтехим», «Татнефтехиминвест Холдинг», «Ассоциация переработчиков полимеров Татарстана» и «Инвестиционное агентство города Нижнекамска и Нижнекамского района». Основная задача структуры — помогать развиваться малым и средним предприятиям, занимающимся переработкой полимерного и нефтехимического сырья.
За январь-сентябрь 2020 года в районе отгружено товаров собственного производства по чистым видам экономической деятельности на 341 млрд 354 млн рублей.

### Сельское хозяйство
Нижнекамский муниципальный район является аграрным районом, поэтому здесь развито сельское хозяйство. По состоянию на начало 2017 года площадь сельскохозяйственных угодий района составляет 84 700 га, из которых пашни занимают 64 700 га, остальная часть определена под сенокосы, огороды и сады. Район зонирован по почвам лесостепной зоны: серые лесные (светло-серые, серые и тёмно-серые лесные подтипы), выщелоченные чернозёмы и дерново-подзолистые. В районе возделываются яровая пшеница, озимая рожь, ячмень, овёс, картофель, овощи. Основные отрасли животноводства — мясо-молочное скотоводство, свиноводство, птицеводство.
В селе Каенлы в 2020 начали строить первый в Нижнекамском районе мясозабойный цех, плановый оборот которого заявлен на производство 20 тонн мяса в сутки. На строительство выделено более 83 млн рублей.
За январь-июнь 2020 года валовая продукция сельского хозяйства района составила больше 1 млрд рублей.

### Инвестиционный потенциал

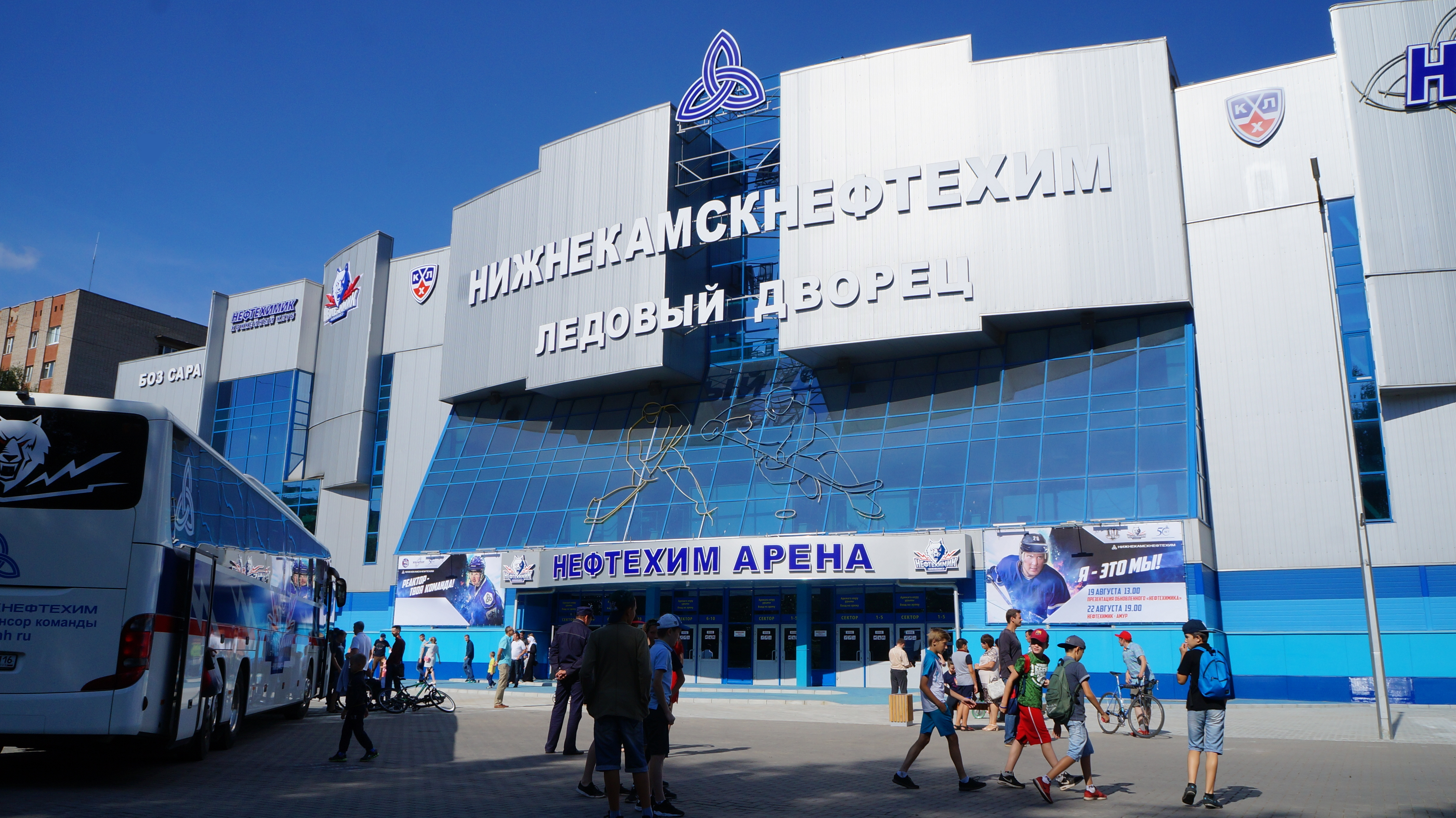
Ледовый дворец «Нефтьхим арена»

В декабре 2017 года постановлением Правительства Российской Федерации за подписью Дмитрия Медведева в Нижнекамске была создана территория опережающего социально-экономического развития (ТОСЭР). На май 2020 года статус резидентов этого ТОСЭР получили 12 компаний, в конце года было уже 20, десятилетний план развития включает привлечение инвестиций на сумму около 5,5 млрд рублей.
В Нижнекамском районе действуют три индустриальных парка. Резиденты парка разделяют между собой затраты на создание и содержание внешней инфраструктуры, за которой следит управляющая компания. Территория парка может быть включена в состав ТОСЭР по решению местных властей. В противном случае индустриальные парки являются конкурентами ТОСЭР в борьбе за резидентов.
Индустриальный парк «Камские Поляны» создан в 2008 году на территории одноимённого посёлка городского типа. Проект финансируют Инвестиционный фонд России, региональный бюджет и частные инвесторы. Якорным предприятием (и собственником парка) были «Нижнекамскнефтехим» и «Управляющая компания развития малого бизнеса». В 2019 году в парке сменился собственник и реорганизовал проект, в итоге «Камские Поляны» присоединился к московской компании по производству стрейч-плёнки «Нова Ролл-стрейч», а это предприятие стало одним из градообразующих и вошло в список системообразующих предприятий Республики Татарстан.
В 2019 году в Нижнекамском районе состоялось открытие индустриального парка по металлообработке «Пионер». Он построен на месте бывшего кирпичного завода. Площадь парка составляет 9,3 га, площадь застроек — более 15000 м². Основным резидентом парка и его соучредителем является китайский завод по окраске и нанесению полимерных покрытий на рулонную сталь «Камасталь». По данным издания «Бизнес Online», китайские партнёры потратили на организацию производства 428,7 млн рублей. На 2019 год в индустриальный парк привлечено ещё шесть резидентов с инвестициями 172 млн рублей, создано полсотни новых рабочих мест.
Первая очередь строительства третьего промышленного парка «Нижнекамск» завершена в 2019-м, он находится в черте города, на пересечении улиц Первопроходцев и Индустриальная. Предприятия-резиденты промпарка получают землю для строительства своих производств бесплатно. В свою очередь они должны инвестировать и ввести в эксплуатацию свои объекты в течение двух лет с момента получения статуса. Стартовый резидент — компания «Метакам» — вложила в производство 48 млн рублей. В августе 2020 года была одобрена заявка компании по производству торгово-холодильного оборудования «Умные машины», её стартовые инвестиции составили 1,5 млрд рублей. В 2020 году администрация парка заявила о расширении территории с 20 до 53,3 Га, что позволит разместить ещё 20 производств и создать около 1500 новых рабочих мест.
В январе-июне 2020 года общий объём инвестиций в основной капитал района без учёта бюджетных средств составил почти 35 млрд рублей.

### Транспорт

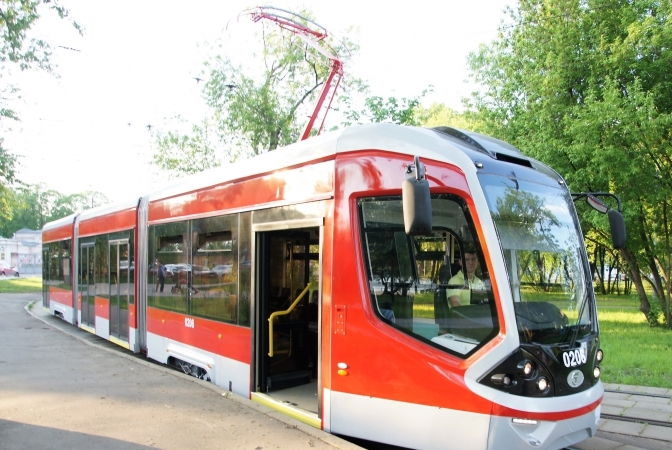
Трамвай «Варяг» в Нижнекамске

Нижнекамский муниципальный район расположен в центральной части Республики Татарстан. Нижнекамск находится на левом берегу Камы в 2 км от речного порта, в 35 км к западу от железнодорожной станции Круглое Поле. Нижнекамск связан железной дорогой с Бугульмой и Набережными Челнами, которая имеет выход на Горьковскую и Куйбышевскую железнодорожные магистрали. В посёлке Красный Ключ расположена пассажирская причальная стенка, а в селе Нижнее Афанасово — грузовой причал Нижнекамской базы стройиндустрии.
От Нижнекамска до Казани 237 км. Основные автодороги: «Набережные Челны — Заинск — Альметьевск — Нижнекамск», «Чистополь — Нижнекамск», «Нижнекамск — Красный Ключ», «Нижнекамск — Прости», 16К-0862 «Заинск — Сухарево», 16К-0858 «Заинск — Шереметьевка», 16К-1251 «Камские Поляны — Шереметьевка», 16К-1255 «Шереметьевка — Новошешминск». В 24 км к юго-западу от Нижнекамска располагается международный аэропорт «Бегишево».
В Нижнекамском муниципальном районе функционируют 7 трамвайных, 10 городских автобусных, 14 пригородных и 16 автобусных спецмаршрутов в промышленную зону. В летний период дополнительно открываются 14 сезонных пригородных маршрутов. Протяжённость трамвайных линий составляет 63,5 км, внутригородских автобусных маршрутов — 180,2 км, пригородных — более 570 км.
С 2020 года в районе ведётся работа по разработке автоматизированных транспортно-туристических канатных дорог.

## Экология

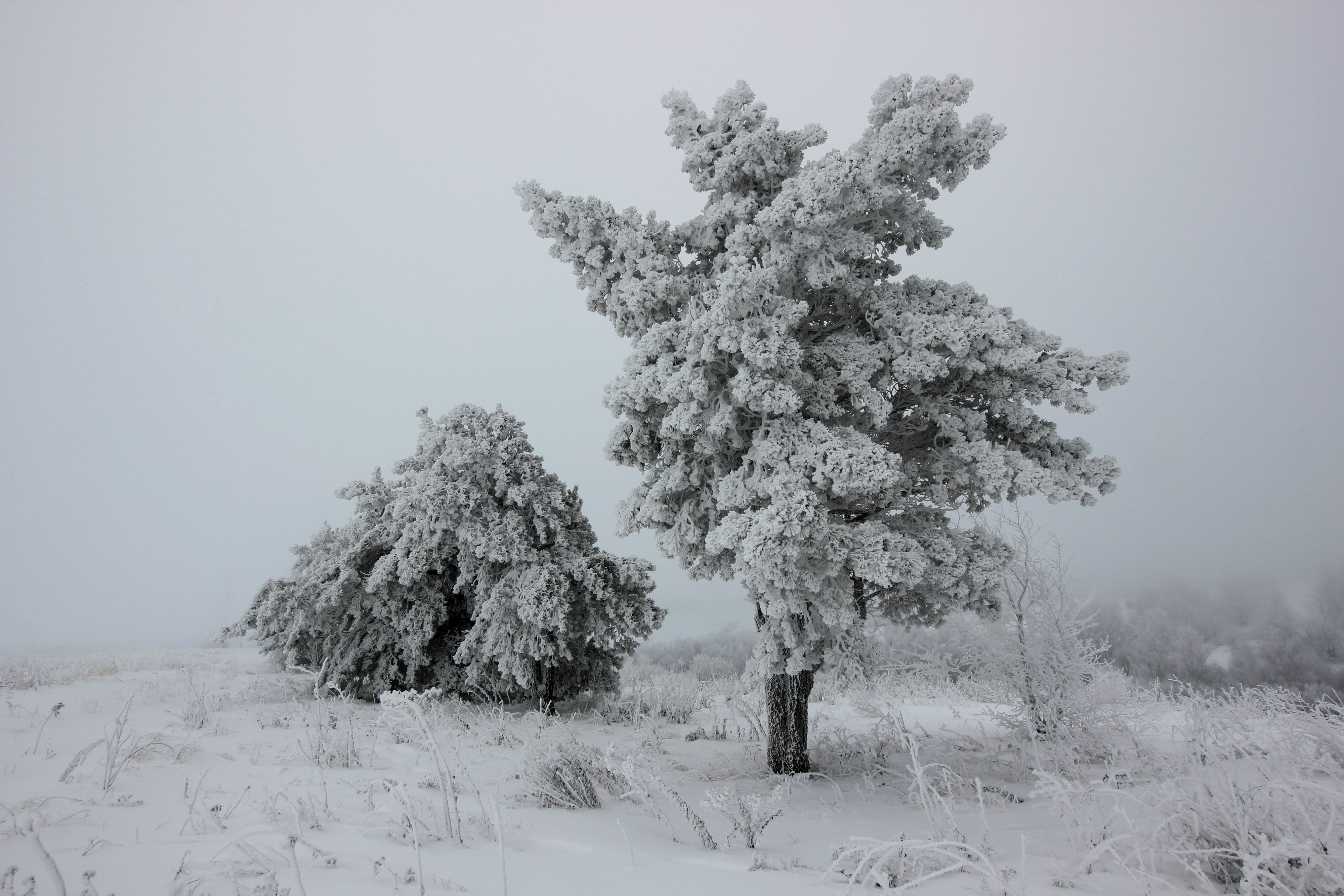
Борковская дача

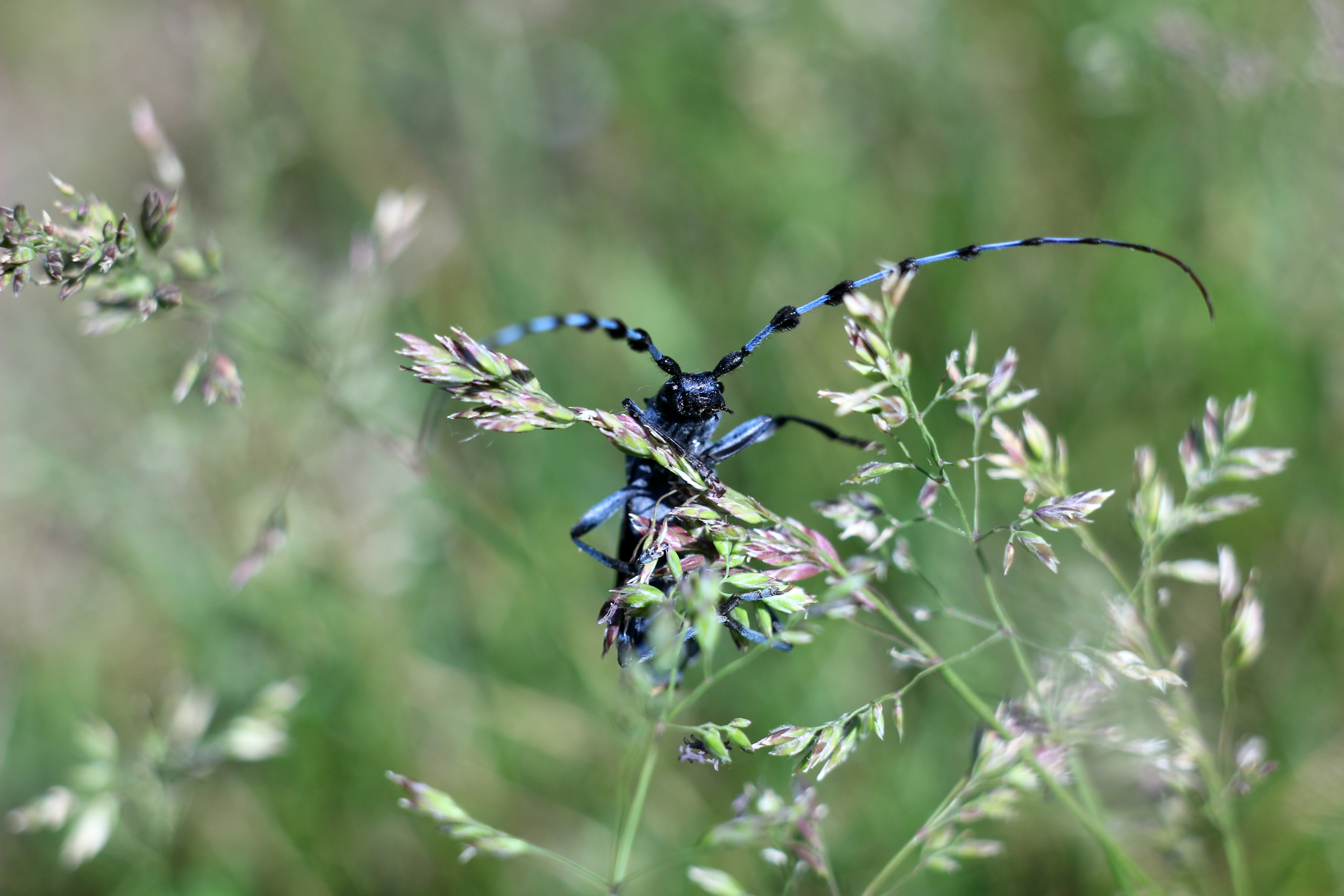
Жук-усач

По данным экологов, в Нижнекамском районе расположено более 6000 точек загрязнения воздуха, которые преимущественно связаны с переработкой нефтепродуктов. Так, в 2016-м региональным законом упразднили деревню Алань, которая пострадала от загрязнения фенолом и оказалась в санитарной зоне промышленных предприятий, а жителей переселили.
Основываясь на данных учёных, в 2012—2015 годах году власти района реализовали программу охраны окружающей среды Нижнекамска стоимостью 13 млрд рублей, 98 % средств для которой собрали из районных предприятий. С 2014 по 2020 год один только «Нижнекамскнефтехим» реализовал более 420 экологических проектов, сократил потребление технической воды, снизил удельные расходы сырья и тепловую энергию, уменьшил выбросы загрязняющих веществ на 18,6 % и сброс сточных вод на 2,8 %. За последние 19 лет работы компании доля выброса вредных веществ в атмосферу сократилась на 54 %.
В Нижнекамске четыре раза в сутки проводят экологический мониторинг воздуха тремя стационарными постами. В 2019 году завершилась реконструкция городских воздушных очистных сооружений. По словам главы Минэкологии Татарстана, на 2020 год в Нижнекамске стабильная экологическая обстановка. Так, на ликвидацию крупной советской свалки в селе Прости Нижнекамского района выделили 740 млн рублей. На переработку планируют отправить 10 % резинотехнических изделий, которые на ней содержатся. Закрывающим этапом будет экореабилитация территории и близлежащей реки.
На реке Кама в Нижнекамске расположено водохранилище площадью 2700 км, длиной 200 км и шириной 20 км. В 1989 году Госплан определил постоянный уровень воды на уровне 62 метра. В 2003-м на основании соглашений между руководством республик Татарстана, Башкортостана и Удмуртии, по территории которых проходит река, уровень водохранилища подняли до 63,3-63,5 м. Это способствует развитию судоходства.
С 2017 года на территории посёлка Камские Поляны Нижнекамского района строят экопарк «Оазис». Проект финансируется из государственного и республиканского бюджетов. В 2021 году на работы выделено 40 млн рублей.

## Социальная сфера
В Нижнекамском районе действует 31 общеобразовательная школа и 24 библиотеки, Институт информационных технологий и телекоммуникаций, Нижнекамский химико-технологический институт (филиал КНИТУ), Нижнекамский филиал ИЭУП, Нефтехимический колледж, Политехнический колледж имени Е. Н. Королёва, медицинское, педагогическое и музыкальное училище.
С 2019 года в районе реализуется Государственная программа «Развитие физической культуры и спорта в Республике Татарстан на 2019—2023 годы», всего на программу выделено 33,2 млн рублей, из них 30,5 — средства республики. В настоящий момент количество спортсменов чуть более 7000. В целях программы повысить вовлечённость на 54,5 %.
В Нижнекамском районе расположен один из древнейших православных храмов Республики Татарстан — храм покрова Пресвятой Богородицы. Его возвели в XVII веке — одновременно с основанием села Большое Афанасьево. Церковь разрушили в 1930-е годы во времена религиозных преследований, восстановили через 50 лет на средства местных жителей и меценатов.
Центральная мечеть района — Нижнекамская соборная мечеть — построена в 1996 году. Она выполняет функции молельного зала и культурного центра. При мечети организован общественный комплекс Центр культуры и истории волжских булгар и ислама. На 2020 год в Нижнекамском мухтасибате работают 23 мусульманских храма.
В городе действует комплексный музей, а в 2020 году в здании медиахолдинга Нижнекамской телерадиокомпании открылся музей журналистики.
В районе издаются местные газеты на татарском и русском языках «Туган як» («Родной край») и «Нижнекамская правда» (выходит с 1 мая 1965 года, до 2008 года называлась «Ленинская правда»).